# Юнчунь (станция метро)
«Юнчунь» (англ. Yongchun; кит. 永春) — станция линии Баньнань Тайбэйского метрополитена, открытая 30 декабря 2000 года. Расположена между станциями «Хоушаньпи» и «Мэрия Тайбэя». Находится на территории района Синьи в Тайбэе.

## Техническая характеристика
«Юнчунь» — однопролётная станция. На станции есть пять выходов, три из которых оборудованы эскалаторами. Один выход оснащён лифтом для пожилых людей и инвалидов.  В марте 2017 года на станции были установлены автоматические платформенные ворота.